# Bonham (banda)
Bonham é a banda formada por Jason Bonham, filho do lendário baterista do Led Zeppelin John Bonham. As canções tem influências dos anos 70.

## Discografia
- The Disregard of Timekeeping (1989)
- Mad Hatter (1992)
- In The Name of My Father: The ZepSet (1997)
- When You See the Sun (1997)